# Парашутна журналістика
«Парашутна журналістика» — поширена практика новинних компаній, коли журналіста направляють у регіон/сферу, де відсутність у журналіста знань і стислі терміни нерідко призводять до неточних або спотворених новинних повідомлень, особливо під час прямих ефірів. Замість використання досвідчених іноземних кореспондентів, які, можливо, живуть у регіоні, новинні організації часто посилають головних репортерів або популярних і відомих журналістів у незнайомі райони, тобто, фігурально висловлюючись, «висаджують їх із парашутом».
Значною мірою «парашутна журналістика» — результат того, що утримання новинних агентств на постійній основі досить дороге, відрядження — дешевше. У США, наприклад, з економічних причин вже закрилися багато регіональних газет (наприклад, Fly Over States).

## Парашутна журналістика і «фіксери»
Журналісти «з парашутом» часто не мають надійних джерел у країнах, куди вони прибувають для роботи. Вони можуть покладатися на «фіксерів», тобто місцевих журналістів та інформаторів, які допомагають з пошуком інформації і з безпечним пересуванням країною. З'являється все більше сайтів (Worldfixer.com), закритих груп у соцмережах («Foreign Journalists in Ukraine Safety & Logistical Support Group», Україна), баз даних (наприклад, «International Reporter») і навіть комерційних агентств (наприклад, «Kabul-Pressistan», Афганістан), що надають послуги підбору підхожих «фіксерів».

## Критика «парашутної журналістики»
Термін «парашутна журналістика» часто використовується критиками, які стверджують, що цим способом зазвичай доносять до глядача/читача прості базові дані і часто спотворені факти, демонструючи незнання контексту подій. Журналістові часто не вистачає глибоких знань про ситуацію, і він зазвичай дезорієнтований через те, що навколишнє середовище йому не знайоме. Часто інформація буває доступна тільки від інших новинних організацій або з «офіційних» або бюрократичних джерел, які можуть містити пропаганду і бути ненадійними. Також на журналістів впливає те, що у них, на відміну від «газетної» журналістики, в епоху інтернет-технологій часу на підготовку сюжету значно менше 24 годин, тому інформація може спотворюватися[джерело?].
«Парашутна журналістика» часто глобальна, тому через стислість термінів, дезорієнтованість кореспондента та неправильно підібраних «фіксерів» у світі може поширюватися неправильна інформація (приклад — російсько-грузинський конфлікт 2008 р.).

## Позитивні аспекти «парашутної журналістики»
Однією з переваг такого типу журналістики є те, що нелокальний журналіст здатний поглянути на ситуацію неупереджено, може озвучити точку зору, яка не є домінантною в ЗМІ описуваного регіону. Часто для світової громадськості важливо, щоб інформація доносилася без місцевої пропаганди, оцінювалася з точки зору загальноприйнятих західних демократичних цінностей, що також добре вирішується через «парашутну журналістику».